# 플래시맨 (등장인물)
플래시맨(Flashman, 일본어: フラッシュマン 후랏슈만[*])은 일본 토에이의 10번째 슈퍼 전대 시리즈인 초신성 플래시맨에 등장하는 히어로이다. 플래시맨은 자신들이 자란 플래시성과 그 위성에서 전송되는 "프리즘 슈트"라는 강화복으로 변신하여 싸운다. 에너지는 헬멧부분의 프리즘이 각 별에서 받아오는 원리이기 때문에, 플래시성계가 항성직렬이 되었을 경우에는 파워가 없어져버린다는 약점이 있다. 프리즘은 중반에 2만도의 고온과 50만기압의 압력을 통해 강화되어 플래시맨들의 힘도 강해지게 된다. 혹독한 자연환경에서 자랐기 때문에, 눈을 가리고도 싸울 수 있을 정도로 날렵한 감각을 갖고 있다.

## 플래시맨
- 레드 플래시 / 진 (ジン)

23세. 강한 사명감을 가진 리더이다. 3세 때 에일리언 헌터에게 유괴되어 부모의 얼굴은 기억하지 못하지만 유괴된 날의 일이나 자신의 생일을 기억하고 있다. 플래시 성계의 모성인 플래시성에서 자랐고, 그들의 과학을 익혔다. "별의 구멍"이라는 곳에서 여러 전투훈련을 받았으며, 검술을 주특기로 한다. 프리즘은 루비이다.
- 그린 플래시 / 다이 (ダイ)

22세의 서브 리더. 플래시 성계의 위성이며 바위산이 많은 그린 스타에서 자랐고, 그 환경 때문인지 경이로운 괴력을 뽐낸다. 지구에서 복싱에 흥미를 느껴 직접 전투에도 사용한다. 말이 적고 무뚝뚝해 보이지만, 사실 애교도 많고 자연을 사랑하는 청년이다. 중반부에 다이 자신과 특수한 힘의 연결이 있는 소녀 스미레를 여동생이라고 생각하지만, 후에 그 소녀가 8년 전 교통사고로 죽은 사람이었다는 사실과 생전 그린 스타에서 떨어진 돌을 소지하고 있기 때문에 특수한 힘이 연결된 것이라는 사실을 알게 된다. 프리즘은 에메랄드이다.
- 블루 플래시 / 붕 (ブン)

20세. 플래시 성계의 위성인 블루 스타에서 자랐다. 그 별은 모래뿐인 혹성이라 그는 물 한 컵으로 한 달가량 버틸 수 있는 뛰어난 생존력을 가지게 되었으며, 뛰어난 민첩성도 가지고 있다. 근성과 끈기 면에서는 훌륭하지만, 다섯 명 중 나이가 가장 어려 아직은 아이같으며 여성에게 약하다. 프리즘은 사파이어이며, 유일하게 V자 모양으로 차별성을 가지고 있다.
- 옐로 플래시 / 사라 (サラ)

20세. 플래시 성계의 위성 중 한랭한 혹성인 옐로 스타에서 자라서 추위에 강하다. 또한 통찰력, 분석력에 뛰어나며 5명 중 참모격인데, 성격적으로는 희로애락의 감정기복이 심하며, 저돌맹진스러운 경향도 있다. 종반부에 도키무라 박사 부부의 진짜 딸이라는 사실이 밝혀진다. 프리즘은 황옥이다.
- 핑크 플래시 / 루 (ルー)

20세. 플래시 성계의 위성 핑크 스타에서 자란 당돌하고 씩씩한 여전사. 뛰어난 점프력을 가진 루가 자란 핑크스타는 중력이 매우 강해서 지구의 중력에서는 점프 뿐 아니라 날아다닐 정도이다. 사라와는 플래시성에 있을 때부터 친구였다. 먹는 것을 좋아하지만, 맛에 둔감하여 요리는 잘 하지 못한다. 하지만 된장국은 에피소드 중의 주부 카시마에게 가르침을 받아 만들 수는 있게 되었다. 프리즘은 다이아몬드이다.

### 플래시맨의 조력자
- 마그 (マグ)

플래시맨을 지원하는 고성능 로봇. 눈에서 마비광선을 쏠 수 있으며, 복부에 모니터가 있다. 성격은 체내에 장치된 프로그램 CD(방송 당시에는 "플로피"로 호칭)에 의해 변하기 때문에, 첫등장 때는 라운드베이스의 경비를 맡고 있었기 때문에 베이스에 무단으로 침입한 플래시맨들을 공격했다. 그 후, 플래시 마크가 들어간 디스크를 삽입하자 플래시맨의 좋은 협력자가 되어 부서진 기기의 수리나 요리 등을 맡았다. (다만 요리 실력은 좋지 않다.) 한번 실패하기는 했지만 플래시맨들의 프리즘을 강화하여 전력상승에 공헌했다. 캐릭터 디자인은 초전자 바이오맨에서 "피보"의 후보작이었다가 폐기된 것을 재활용한 것이다.
- 도키무라 박사 (時村博士)

초반부에 등장한 과학자. 20년 전에 갓난아이 친자식을 에일리언 헌터에게 빼앗기고, 그때 그 아이에 관련된 거의 모든 기억을 잃었다. 진실을 밝히기 위해, 과거로 돌아가고자 타임머신 연구를 하고 있다. 가족구성은 아내인 세츠코(節子)와 두 딸 미도리(みどり)와 카오리(かおり). 플래시맨들을 따뜻이 지켜보며 때때로 위기에서 구해주기도 했던, 플래시맨 다섯 명에게 있어서는 부모와 같은 존재이지만, 메스에게 복수를 한다는 명목으로 한때 카우라한테 납치당하기도 했으나, 극적으로 탈출해 타임머신을 작동시켜 요수사(요전사) 원더라와 데우스 수전사 자 원더르에게 타임스톱과 배리어로 포위당한 플래시맨들을 구출해내기도 하였다.
원래 유괴당한 아이가 남자인 줄 알았으나, 종반부에 세츠코의 기억 일부가 돌아와 진짜 딸이었다는 사실이 비로소 알게 되었다. 마지막에 사라가 진짜 딸이라는 사실을 비로소 알게 되었지만, 사라는 '반 플래시 현상' 때문에 플래시성으로 돌아갈 수밖에 없는 상황이었기에 결국 서로 슬픈 작별 인사만 주고 받았을 뿐, 친부모자식 간의 완전한 만남은 이루지 못했다.
- 레이 바라키 (レー・バラキ)

중반부에 등장한다. 메스의 간부로서 만들어진 개조생명체였는데, 백년 전에 플래시성의 영웅 타이탄과 친구가 되어 메스를 배신했다. 메스의 공격을 받고 중상을 입은 타이탄이 반플래시 현상까지 겹쳐 죽음에 이르렀을 때, 타이탄은 그가 타던 플래시 타이탄을 레이 바라키에게 맡기면서 메스가 언젠가는 지구를 노릴 것이며 그 메스와 싸울 용사(플래시맨)들이 나타날 것이라고 예언한다. 그와 함께 플래시성에서 자란 사람들의 중대한 약점인 반플래시 현상을 그 용사(플래시맨)들에게 가르쳐줄 것을 당부한다. 타이탄의 유지를 받은 바라키는 그 길로 플래시 타이탄과 함께 지구로 찾아와 지하 깊은 곳에서 냉동수면을 하다가 수전사 자 즈콘다에게 쓰러진 플래시 킹의 감응에 의한 플래시 타이탄의 센서 동작에 잠에서 깨어난다. 그는 잠에서 깨어나면서 메스의 지구 침공을 알게 되었으며, 플래시 킹의 파괴로 고전하고 있던 플래시맨들에게 플래시 타이탄을 전해주었다. 하지만 그 후 메스에게 잡혀 빈사의 중상을 입은 뒤, 수전사 자 드레이크에게 조종당한다. 플래시맨들의 도움으로 수전사의 조종에서 벗어난 뒤 빈사 상태에서 그들에게 반플래시 현상에 대해 가르쳐주려고 했지만, 다 전하지 못하고 숨이 넘어가려 할 때 수전사 자 드레이크에게 재차 공격을 받아 결국 그 자리에서 숨이 끊기고 말았다.
- 플래시 성인·영웅 타이탄 (フラッシュ星人·英雄タイタン)

에일리언 헌터에 유괴된 5명의 지구인 아이(플래시맨)들을 도와 양육해 온 정의의 우주인들. 높은 과학기술을 가져, 이동 기지 라운드 베이스와 5명의 무장을 만들었다.
특히 플래시 성인 중 한명이자 플래시성의 전설의 영웅으로 불리는 영웅 타이탄은 백년 전에 메스의 간부였던 레이 바라키와 일대일 대결에서 이긴 뒤 그의 마음을 움직여 플래시맨들과 협력하게 하였으며, 후에 메스의 공격을 받아 그로 인한 중상과 반플래시 현상으로 숨을 거둘 때, 레이 바라키에게 플래시 타이탄을 맡겼다.

## 장비와 무기

### 공동장비 및 기술
- 프리즘 플래시 (プリズムフラッシュ 프리즈무 후랏슈[*])

플래시맨 다섯 명이 가지고 있는 시계형 변신 장치이다. "프리즘 플래시!"라는 구호를 외치며 우측 아래로 웅크려 앉았다가 일어서며 장치를 착용한 왼팔을 앞으로 내밀면, 강화 슈트가 그들이 자란 별에서 전송되어 마지막엔 "셧 고글"의 구호로 헬멧의 아이마스크가 닫히고 변신이 완료된다. 다섯 명의 플래시맨이 장치를 착용한 왼팔을 일제히 뻗어 한자리에 모으면서 "프리즘 플래시!"라는 구호를 외쳐도 변신을 할 수 있으며, "플래시!"라는 구호를 외치면서 장치를 착용한 왼팔을 적 방향으로 내밀어 섬광 공격을 하는 경우도 많다.
- 프리즘 빔 (プリズムビーム 프리즈무 비무[*])

다섯 명이 공통으로 가지고 있는 기술로, 이마 부분의 프리즘에서 광선을 쏜다.
- 프리즘 슈터 (プリズムシューター 프리즈무 슈타[*])

다섯 명이 표준 장비로 가지고 있는 광선총이다. 총은 검으로, 걸이 부분을 방패로 변형시킬 수 있다.

### 개인장비 및 기술
- 레드

- 프리즘 성검 (プリズム聖剣 프리즈무 세이켄[*])

레드 플래시의 프리즘제 양날검이다. 손잡이 부분은 따로 없다. 검에 화염의 힘을 가해 물체를 가르는 "파이어 선더"라는 기술을 쓸 수 있다. 공중의 옐로 플래시를 발판으로 2단 점프하여 파이어 선더를 하는 "스페셜 파이어 선더"라는 연계기술도 있다. 파워업 이후는 십자형으로 가르는 "슈퍼 커터"를 쓸 수 있게 되었으며, 종반부에는 이 기술로 원더를 쓰러뜨린다. 중반부에는 레드 플래시가 이 검을 원더의 킬러 세이버와 교차시켜 감마 광입자를 방출하게 함으로써 이것으로 수전사 자 제라길에게 세뇌되어 조종당한 플래시맨 4명을 구해내기도 하였다.
- 열선 서치 (熱線サーチ 넷센 사치[*])

벽 너머로 열을 감지하여 투시할 수 있는 능력이다.
- 그린

- 프리즘 카이저 (プリズムカイザー 프리즈무 카이자[*])

그린 플래시의 프리즘제 장갑형 무기이다. 적을 최대 50미터나 날려버리는 강력한 펀치인 "롤링 너클"이라는 기술을 쓸 수 있다. 파워업 후에는 복싱을 응용한 초속 24발의 연속타격을 날리는 "슈퍼 피스톤"을 쓸 수 있게 되었다.
- 너클 가드 (ナックルガード 낫쿠루 가도[*])

변신 전의 다이가 사용하는 너클로, 던져서 사용하는 경우도 있다.
- 블루

- 프리즘 볼 (プリズムボール 프리즈무 보루[*])

블루 플래시의 프리즘제 볼로 던지는 볼이 아닌 자신이 직접 볼에 들어간 상태로 적을 공격하는 형태이다. "허리케인 볼트"라는 기술을 쓸 수 있다. 파워업 후는 에너지를 뿜으며 회전공격을 하는 "슈퍼 사이클론"을 쓸 수 있게 되었다.
- 스타 다트 (スターダーツ 스타 다쓰[*])

블루 플래시가 가진 별 모양의 표창이다. 이것을 손 위에서 여러 차례 넘어뜨리게 해 작은 회오리를 만들어, 그 원심력으로 연속 투척하는 "스타 다트 회오리 선풍"이라는 기술을 쓸 수 있다. 변신 전에도 사용하는 경우가 있다.
- 다이빙 어택 (ダイビングアタック 다이빙구 아탓쿠[*])

긴 비거리로 저공비행하며 적을 튕겨내는 기술이다.
- 플래시 스코프 (フラッシュスコープ 후랏슈 스코프[*])

투시 기술이다.
- 옐로

- 프리즘 배턴 (プリズムバトン 프리즈무 바톤[*])

옐로 플래시의 프리즘제 배턴 한쌍이다. 타격 무기로 사용하지만, 던지는 경우도 있다. 눈보라를 뿜어낼 수 있다. 적을 얼려버리는 "슈퍼 블리자드", 적의 발을 얼려버리는 "마하 블리자드", 회전하며 눈보를 뿜어내는 "스노우 프리즈", 광선을 내는 "배턴 스파크"라는 기술을 사용할 수 있다. 공중에 뜬 핑크 플래시에 올라타서 슈퍼 블리자드를 쓰는 "듀엣 슈퍼 블리자드"라는 연계기도 있다. 파워업 후는 고속회전시키며 공격하는 "슈퍼 버전"을 쓸 수 있게 되었다.
- 쇼킹 비즈 (ショッキングビーズ 숏킨구 비즈[*])

변신 전의 사라가 사용하는 구슬형 폭탄이다.
- 핑크

- 프리즘 부츠 (プリズムブーツ 프리즈무 부쓰[*])

핑크 플래시의 프리즘제 부츠이다. 다리의 힘을 강화시켜주어, 무중력 빔을 쏘며 적을 띄워 떨어트리는 기술도 가능하다. 공중에 떠서 급강하하며 연속적으로 킥을 먹이는 "제트 킥", 폭발에너지를 방출하며 킥을 하는 "봄버 킥"등의 기술이 있다. 옐로 플래시의 배턴스파크와 핑크의 봄버킥을 동시에 쓰는 "듀엣 슈퍼 킥"이라는 연계기도 있다. 파워업 후에는 그 자리에서 탭댄스를 추며 땅을 가르는 "슈퍼 탭"을 사용할 수 있게 되었다.
- 쇼킹 하트 (ショッキングハート 숏킨구 하토[*])

변신 전의 루가 사용하는 하트 모양의 표창이다. 폭탄을 내장하고 있다.

### 합체기 및 무기
- 듀엣 타이푼 (デュエットタイフーン 듀엣토 타이훈[*])

옐로 플래시와 핑크 플래시가 공중회전을 한 후 동시에 프리즘 슈터를 쏘는 기술이다.
- 슈퍼 스트롱 플래시 (スーパーストロングフラッシュ 스파 스트론구 후랏슈[*])

중반 파워업으로 얻게 된 기술. 다섯 명의 검을 겹치게 한 후 다섯 명의 프리즘을 합쳐 광선을 쏜다.
- 합체 슈퍼 스피어 (合体スーパースピア 갓타이 스파 스피아[*])

파워업에 의해 얻게 된 기술. 다섯명의 검을 합쳐 하나의 긴 창으로 만든 후, 레드 플래시가 적 수전사에게 던진다. 롤링 발칸 사용 직전에 수전사의 움직임을 막는 목적으로 주로 사용된다.
- 합체 크로스 부메랑 (合体クロスブーメラン 갓타이 쿠로스 부메란[*])

파워업에 의해 얻게 된 기술. 다섯명의 방패를 합친 부메랑이다. 이 또한 수전사에게 던져 사용한다.
- 롤링 발칸 (ローリングバルカン 로린구 바루칸[*])

레드 플래시의 레드발을 중심으로 다른 네명의 발칸(각자 그린발, 블루발, 옐로발, 핑크발로 호칭)을 합치고, 그 네 총신의 중심이 되는 레드발의 포신을 포함한 가틀링포 무기. 레드가 "옐로 플래시, 서치"라고 하면 옐로가 목표를 조준하고 "O.K"라고 말한다. 그 후 레드의 "롤링 발칸" 구호와 함께 광선이 적에게 분사된다. 한번에 쓰러지지 않을 경우는 연속 발사하는 경우도 있다. 중반부의 파워업에 의해 롤링 발칸의 위력도 강화되었다.
- 스크램블 포메이션 (スクランブルフォーメーション 스쿠란부루 호메숀[*])

다섯 명이 적을 둘러싸고 각자의 발칸과 프리즘 슈터로 일제히 공격하는 기술이다.
- 빅 파이브 타이푼 (ビッグファイブタイフーン 빗구 화이부 타이훈[*])

다섯 명이 점프하고 공중에서 스크럼을 짜고 붉은 광탄이 되어 돌진하는 기술이다.

### 그 외의 기술
- 초음파 반사포 (超音波反射砲 조온바 [*])

강력한 초음파 광선을 쏘는 수전사인 자 조바르다에 대항하기 위해 마그가 개발한 병기.

### 메카닉
- 라운드 베이스 (ラウンドベース 라운도 베스[*])

산속 깊은 곳에 숨겨진 플래시맨의 기지. 플래시맨은 이것을 타고 지구에 왔다. 우주공간의 항해도 가능하지만 대기권 돌파 기능은 없는 듯하다. 다섯명이 플래시성으로 돌아갈 때에는 스타 콘도르를 이용했기 때문에, 결국엔 지구에 남겨지게 되었다.
- 스타 콘도르 (スターコンドル 스타 콘도루[*])

탱크 커맨드·제트 델타·제트 시커를 수납하고 있는 거대 항공모함. 무기는 미사일과 스타콘도르 빔. 최고비행속도는 마하 4.8. 플래시킹의 코스모 스워드도 수납하고 있다. 사출된 코스모 스워드의 에너지를 방출하는 것도 가능하여, 차원벽을 파괴할 정도의 위력을 가지고 있다. 항성간의 이동 능력도 있어 마지막에는 메스를 완전히 무찌른 직후 반플래시 현상으로 사경을 헤매던 플래시맨을 탑승시켜 플래시성으로 귀환시켰다.
- 플래시 호크 (フラッシュホーク 후랏슈 호쿠[*])

다섯 명이 타고 다니는 슈퍼 바이크로 최고 속도는 시속 350킬로미터이다. 플래시 스피드로 300킬로미터 이상 스피드를 내면 빛이 난다. 형태는 다섯 대 모두 동일하지만, 좌측면에 있는 무기는 각자 다르다. (레드 플래시는 발칸포, 그린 플래시는 미사일 런처, 블루 플래시는 로켓포, 옐로 플래시는 머신건, 핑크 플래시는 레이저포)

#### 거대 로봇
- 플래시 킹 (フラッシュキング 후랏슈 킨구[*])

탱크 커맨드, 제트 델타, 제트 시커가 합체한 프리즈니움 합금 거대 로봇이다. 키는 51.2미터, 무게는 675톤이며, 최고비행속도는 마하 2.5이다. 조종석은 이마의 프리즘으로, 복부에서 킹 미사일, 흉부의 프리즘에서 킹 빔과 레인보우 빔, 두 눈에서 서치광선인 킹 플래시를 발사하며, 좌우 주먹은 킹 너클로 쏠 수가 있다. 원형의 방패인 킹 실드로 적의 공격을 막는다. 이마의 프리즘에서 나오는 광선을 몸 각부에 쏘며 힘을 증폭시키는 풀 파워라는 기능과, 몸을 고속회전시키며 에너지를 방출하는 킹 플래시 등의 기술도 있다. 필살기는 코스모 스워드를 이용한 슈퍼 코스모 플래시. 이 기술은 다섯명이 모두 모여있지 않으면 사용할 수 없다. 플래시 킹에 사용되고 있는 컴퓨터는 초고속 시스템 재기동이 가능하며 피리를 부는 등 섬세한 조작도 가능하다. 탱크 커맨드, 제트 델타, 제트 시커가 합체되어 로봇이 되는 특성 때문에 초반부에는 스타 콘도르를 불러 그로부터 이들을 발진하여 합체시켜 플래시 킹을 출현시켰지만, 중반부에 들어서부터는 플래시 킹을 직접 불러 출현시키는 경우가 많다. 중반부에 거대화된 수전사 자 즈콘다 2명과 싸우다가 한때 왼쪽 팔다리가 부러져 파괴되기도 하였지만, 얼마 뒤에 부활되어 수전사 자 블루자스에게 에너지를 빼앗겨 쓰러진 타이탄 보이를 구출하기도 하였다. 그 이후엔 플래시 타이탄과의 교대하에 꾸준히 등장하여 종반부에 대제 라 데우스(자 데우스라)까지 물리치는 엄청난 활약을 하였지만, 마지막에 최강의 수전사 자 데모스와의 대결에서 패배하여, 결국 부러진 코스모 스워드를 쥔 채 그 자리에서 주저앉고 말았다. 전대물 시리즈의 로봇 중 특별히 바뀐 합체 방식인 삼차원 슬라이드 합체 방식을 사용하는 로봇으로 유명하지만, 한편으로는 전대물 시리즈 사상 최초로 스토리 중간에 적의 공격으로 파괴당하는 불명예를 안긴 로봇이기도 하였다.
- 탱크 커맨드 (タンクコマンド 탄쿠 코만도[*])

레드 플래시가 탑승하는 대형 전차이다. 탱크 커맨드 미사일이 장비되어 있다. 최고 주행속도는 시속 300킬로미터, 최고 비행속도는 마하 2이다. 플래시 킹의 얼굴과 동체를 구성한다.
- 제트 델타 (ジェットデルタ 젯토 데루타[*])

그린 플래시와 옐로 플래시가 탑승하는 전투 공격기이다. 메가빔 포를 장비하고 있다. 최고 비행속도는 마하 10.5이다. 합체시 플래시 킹의 오른팔과 오른다리가 된다.
- 제트 시커 (ジェットシーカー 젯토 시카[*])

블루 플래시와 핑크 플래시가 탑승하는 정찰 전투기이다. 레이다와 2연발 레이저포를 장비하고 있다. 최고 비행속도는 마하 9. 합체시 플래시킹의 왼팔과 왼다리가 되며, 최상부에 달린 원반형 파트가 플래시 킹의 방패인 킹 실드가 된다.
- 플래시 타이탄 (フラッシュタイタン 후랏슈 타이탄[*])

중반부에 등장한다. 플래시성의 영웅 타이탄이 남긴 거대 트레일러로, 프리즈모나이트로 만들어졌다. 최고주행속도는 시속 280km, 비행모드로 변형하여 우주항해도 가능하다. 타이탄 미사일을 장착했으며, 타이탄 보이와 그레이트 타이탄으로 변신한다. 중반부에 플래시맨들의 프리즘 강화에 결정적인 역할을 하기도 하였다.
- 타이탄 보이 (タイタンボーイ 타이탄 보이[*])

플래시 타이탄의 앞부분이 변형한 거대로봇이다. 키는 41.4미터, 무게는 432톤으로 플래시 킹보다는 작으나, 기동력이 좋다. 플래시 타이탄 뒤부분의 트레일러와 합체하여 그레이트 타이탄으로 될 때 그 과정에서 잠시 무방비 상태가 되는 약점이 있기 때문에, 중반부에는 그 약점을 간파한 수전사 자 블루자스에게 기습공격을 받아 합체를 저지당하고 쓰러지기도 하였다. 무기는 타이어에 날을 단 부메랑인 래디얼 커터, 타이어 폭탄인 래디얼 봄버, 어깨에 장비하고 있는 보이캐논이다.
- 그레이트 타이탄 (グレートタイタン 구레토 타이탄[*])

타이탄 보이와 플래시 타이탄 뒤부분의 트레일러가 변형합체한 초거대 로봇이다. 키는 67.1미터, 무게는 1113톤으로 수전사와도 압도적인 크기차이를 보인다. 필살기는 흉부의 프리즘에서 나오는 파괴광선 타이탄 노바. 특히 타이탄 노바는 최강의 수전사 자 데모스도 몇 번 맞고 쓰러질 정도로 그 위력이 강하다.

## 기타 용어
- 플래시 성계 (フラッシュ星系)

플래시맨 5명이 자란 혹성. 모성인 플래시성과 그린 스타, 블루 스타, 옐로 스타, 핑크 스타의 4개의 위성으로 구성되어 있다.
- 반 플래시 현상 (反フラッシュ現象)

플래시 성인 및 플래시 성계에서 장기간 동안 자란 인간이 지구를 비롯한 다른 별에 오랫동안 머무를 때, 신체적으로 거부 반응을 일으키는 현상. 이는 설령 다른 별 출신이라 할 지라도, 현지의 동식물에 접하려고 할 경우, 감전한 것 같은 감각을 느끼게 되므로, 증세가 계속 진전되면, 컨디션이 더욱 더 악화되어, 지구의 물도 못 마시고 강한 햇빛에도 고통을 느끼게 된다. 이 상태가 계속 진전되면, 증세가 더욱 더 악화되어 결국 사망하게 되는데, 우주 공간에서는 일어나지 않으며, 반 플래시 현상으로 죽기 직전에 이른다 할지라도, 우주 공간으로 제자리에 각각 이동하면 금세 회복된다. 46회에서, 플래시맨이 지구에 있을 수 있는 건, 나머지 20일에만 있는 것으로 밝혀졌다. 마지막 이야기로, 지구를 떠나면서 다이는 "언젠가 플래시별 과학력으로 다시 지구로 돌아갈 날이 올 것이다"라고 희망을 말하면서 끝을 맺었다.